# Siphonophora feae
Siphonophora feae är en mångfotingart som beskrevs av Pocock 1893. Siphonophora feae ingår i släktet Siphonophora och familjen Siphonophoridae. Inga underarter finns listade i Catalogue of Life.